# 7009 Hume
7009 Hume è un asteroide della fascia principale. Scoperto nel 1987, presenta un'orbita caratterizzata da un semiasse maggiore pari a 2,2355781 UA e da un'eccentricità di 0,1753767, inclinata di 0,84641° rispetto all'eclittica.
L'asteroide è dedicato al filosofo inglese David Hume.